# 12月的袋鼠
《12月的袋鼠》（日語：12月のカンガルー）是日本女子偶像團體SKE48的第16張單曲唱片，於2014年12月10日由愛貝克思旗下的唱片品牌Avex trax發行。

## 簡介
《12月的袋鼠》是接續2014年夏天的《笨拙的太陽》（不器用太陽）之後，間隔將近5個月後發行的新單曲。如同48集團的慣例，此張單曲也是採一作品多版本發行的方式，共推出Type-A、-B、-C、-D與劇場版（劇場盤）五個收錄曲目不同的版本，其中Type-A、-B、-C與-D四版還分為單曲上市初期限量發行的初回版，與之後持續發行的通常版，因此實際上總共有9種不同內容細節的發行版本。除了銷售通路不同外，劇場版也不附收錄MV的DVD。
本單曲最初於2014年10月4日所舉辦的「SKE48劇場6周年前夜祭」中披露發售時間，之後於2014年11月2日在名古屋國際會議場所舉行的「SKE48 重溫時間 最佳曲目 242 〜1位」中首次披露歌曲與選拔成員，與過去歷代單曲不同的是，本單曲並非是由團體的一期生松井珠理奈或是松井玲奈擔任單曲中心成員，而是大膽的採用6期生北川綾巴與首次獲選進入選拔的5期生宮前杏實共同擔任雙中心成員，此外22位單曲選拔成員亦是打破SKE48過去選拔成員人數最多的紀錄。
在收錄的B面曲方面，此次的演唱分組是以分隊作為單位，在Type-A、Type-B與Type-C中，分別是由SKE48的三個分隊——Team S、Team KII與Team E負責演唱。除此之外亦收錄了與愛知豐田汽車的廣告合作曲《I love AICH》，還有僅在Type-D中收錄的丸美屋廣告合作曲《愛的規則》。另外在單曲披露前宣布畢業的兩位成員水埜帆乃香與山田澪花將不會參與單曲的製作，並且此張單曲亦不收錄由研究生參加的歌曲。
《12月的袋鼠》發行後也順利的奪下日本公信榜周榜冠軍，達成自SKE48第五張單曲《萬歲Venus》以來連續12張單曲作品取得首周冠軍的紀錄，而首周38.6萬張的銷量也超越上一張單曲《笨拙的太陽》32.4萬張的銷售數字。

## 版本與收錄內容

### Type-A
此版本的收錄內容包括：
CD
1. 《12月的袋鼠》（12月のカンガルー）
2. 《永不消失的火焰》（消せない炎）（Team S演唱曲）
3. 《I love AICH》（「愛知TOYOTA選拔」（愛知トヨタ選抜）演唱曲）
4. 《12月的袋鼠》純配樂（off vocal）版
5. 《永不消失的火焰》純配樂版
6. 《I love AICH》純配樂版

DVD
1. 《12月的袋鼠》MV
2. 《永不消失的火焰》MV
3. 特典影片：「SKE48終身名譽研究生 / AKB48團體研究生會會長 松村香織～松村香織式熱愛偶像的方法～」紀實影像（「SKE48終身名誉研究生 / AKB48グループ研究生会会長 松村香織〜松村香織的アイドルの愛し方〜」documentary movie）

### Type-B
此版本的收錄內容包括：
CD
1. 《12月的袋鼠》
2. 《DA DA 機關槍》（DA DA マシンガン，Team KII演唱曲）
3. 《I love AICH》
4. 《12月的袋鼠》純配樂（off vocal）版
5. 《DA DA 機關槍》純配樂版
6. 《I love AICH》純配樂版

DVD
1. 《12月的袋鼠》MV
2. 《DA DA 機關槍》MV
3. 特典影片：「劇場出道6周年特別公演 (2014.10.05) -前篇-」演出影像(‧Overture ‧芒果No.2 ‧下課鐘聲是LOVE SONG‧好想見你 ‧Dear my teacher )（「劇場デビュー6周年特別公演（2014.10.05）-前編-」live movie）

### Type-C
此版本的收錄內容包括：
CD
1. 《12月的袋鼠》
2. 《青春咖哩飯》（青春カレーライス，Team E演唱曲）
3. 《I love AICH》
4. 《12月的袋鼠》純配樂（off vocal）版
5. 《青春咖哩飯》純配樂版
6. 《I love AICH》純配樂版

DVD
1. 《12月的袋鼠》MV
2. 《青春咖哩飯》MV
3. 特典影片：「劇場出道6周年特別公演 (2014.10.05) -中篇-」演出影像(‧罵我吧，達令! ‧以呼拉圈來GO!GO!GO! ‧蜜蜂女孩‧直到聲嘶力竭 ‧害羞棒棒糖 ‧歌唱吧，我們的校歌‧堅強的人們 ‧單戀Finally ‧就連親吻也是左撇子 ‧藍天單戀‧okey-dokey ‧何謂未來? ‧1! 2! 3! 4! 請多指教!)（「劇場デビュー6周年特別公演（2014.10.05）-中編-」live movie）

### Type-D
此版本的收錄內容包括：
CD
1. 《12月的袋鼠》
2. 《愛的規則》（愛のルール）（「Four Card」（フォーカード））
3. 《I love AICH》
4. 《12月的袋鼠》純配樂（off vocal）版
5. 《愛的規則》純配樂版
6. 《I love AICH》純配樂版

DVD
1. 《12月的袋鼠》MV
2. 《愛的規則》MV
3. 特典影片：「劇場出道6周年特別公演 (2014.10.05) -下篇-」演出影像(‧RESET ‧放學後的比賽 ‧劇場的女神 ‧再見了 昨天的我 ‧我的太陽 ‧香蕉革命 ‧笨拙的太陽 ‧一面牽著手 ‧夥伴之歌 ‧很久很久以後的今天) （「劇場デビュー6周年特別公演（2014.10.05）-後編-」live movie）

### 劇場版
只透過網路通路銷售的劇場版是9個版本中唯一不附DVD者，其唱片封面是22名單曲選拔組的成員合照。
此版本的收錄內容包括：
CD
1. 《12月的袋鼠》
2. 《I love AICH》
3. 《SKE48 16th Single Medley》
4. 《12月的袋鼠》純配樂（off vocal）版
5. 《I love AICH》純配樂版

## 歌曲與選拔成員
以下所提及的成員所屬分隊都是以單曲唱片發行的時間點為準。

### 12月的袋鼠
主打單曲《12月的袋鼠》（12月のカンガルー）是一首由製作人秋元康作詞，外山大輔作曲，生田真心编曲的歌曲。歌曲于2014年11月2日在名古屋國際會議場所舉行的「SKE48 重溫時間 最佳曲目 242 〜1位」中首次披露。担任此曲center（中央位置）的成员是北川綾巴與宮前杏實，此張單曲的詳細單曲選拔組成員名單如下：
- Team S：東李苑、大矢真那、北川綾巴、二村春香、松井珠理奈、宮澤佐江、宮前杏實、山內鈴蘭、渡邊美優紀
- Team KII：大場美奈、惣田紗莉渚、高柳明音、古川愛李、古畑奈和、山田菜菜
- Team E：岩永亞美、木本花音、佐藤堇（佐藤すみれ）、柴田阿彌、須田亞香里、谷真理佳、松井玲奈

### 永不消失的火焰
只收錄於Type-A的B面曲《永不消失的火焰》（消せない炎）是一首由製作人秋元康作詞，FURUTA與Lilcom作曲，Lilcom编曲的歌曲。这首歌曲由Team S成员演唱，担任此曲center（中央位置）的成员是松井珠理奈，具体成员名单如下：
- Team S：東李苑、犬塚朝奈、大矢真那、北川綾巴、後藤理沙子、佐藤实绘子、竹内舞、田中菜津美、都築里佳、中西優香、野口由芽、二村春香、松井珠理奈、松本慈子、宮澤佐江、宮前杏實、矢方美紀、山內鈴蘭、渡邊美優紀

### I love AICHI
收錄於全部版本的歌曲《I love AICHI》是一首由製作人秋元康作詞、田村信二作曲、板垣祐介编曲的歌曲。此曲是繼第13張單曲《贊成卡哇伊！》中的收錄曲《道路為什麼繼續下去？》後第二首與愛知豐田汽車合作的廣告歌曲，而作為演唱此曲所選出的《愛知TOYOTA選拔》成員名單如下：
- Team S：東李苑、北川綾巴、松井珠理奈、宮澤佐江
- Team KII：高柳明音、古畑奈和
- Team E：木本花音、佐藤堇、柴田阿彌、須田亞香里、谷真理佳、松井玲奈

### DA DA 機關槍
只收錄於Type-B的B面曲《DA DA 機關槍》（DA DA マシンガン）是一首由製作人秋元康作詞，渡邉沙志作曲與编曲的歌曲。这首歌曲同時也是SKE48冠名節目「SKE48 炸蝦賭場！」自2014年11月9日後播出的主題曲。本歌曲由Team KII成員演唱，担任此曲center（中央位置）的成员是高柳明音與古畑奈和，具体成员名单如下：
- Team KII：阿比留李帆、荒井優希、石田安奈、内山命、江籠裕奈、大場美奈、北野瑠華、神門沙樹、惣田紗莉渚、高木由麻奈、髙塚夏生、高柳明音、日高優月、古川愛李、古畑奈和、山下由加里（山下ゆかり）、山田菜菜、山田瑞穗（山田みずほ）

### 青春咖哩飯
只收錄於Type-C的B面曲《青春咖哩飯》（青春カレーライス）是一首由製作人秋元康作詞，大神良康作曲，野中MASA雄一编曲的歌曲。这首歌曲由Team E成员演唱，担任此曲center（中央位置）的成员是松井玲奈，具体成员名单如下：
- Team E：磯原杏華、市野成美、岩永亞美、梅本圓（梅本まどか）、加藤琉美（加藤るみ）、木本花音、熊崎晴香、小石公美子、小林亞實、齊藤真木子、酒井萌衣、佐藤堇、柴田阿弥、須田亞香里、髙寺沙菜、谷真理佳、松井玲奈

### 愛的規則
只收錄於Type-D的B面曲《愛的規則》（愛のルール）是一首由製作人秋元康作詞，上田晃司作曲，野中MASA雄一编曲的歌曲。此歌曲主要是由SKE48中選出四名成員，以「Four Card」的名義來代言並演唱食品製造商「丸美屋」的新商品「特别口感 紫菜末」（こだわり食感　ふりかけ）的廣告主題曲，担任此曲center（中央位置）的成员是高柳明音與古川愛李，演唱成員名單與各人所代表的商品如下：
- Team KII：大場美奈（蝦羊栖菜紫菜末）、高柳明音（蔬菜紫菜末）、古川愛李（海带鲣鱼紫菜末）
- Team E：佐藤堇（白米飯）

## 外部連結
- SKE48官方網站作品介紹頁面：（日語）
  - Type-A 初回版（页面存档备份，存于）、通常版（页面存档备份，存于）
  - Type-B 初回版（页面存档备份，存于）、 通常版（页面存档备份，存于）
  - Type-C 初回版（页面存档备份，存于）、通常版（页面存档备份，存于）
  - Type-D 初回版（页面存档备份，存于）、 通常版（页面存档备份，存于）
  - 劇場版（页面存档备份，存于）
- 台灣愛貝克思官方網站作品介紹頁面：（繁體中文）
  - 初回版A（页面存档备份，存于）、初回版B（页面存档备份，存于）、初回版C（页面存档备份，存于）、初回版D（页面存档备份，存于）
- 官方YouTube頻道MV：
  - YouTube上的《12月的袋鼠》剪輯版MV
  - YouTube上的《永不消失的火焰》剪輯版MV
  - YouTube上的《DA DA 機關槍》剪輯版MV
  - YouTube上的《青春咖哩飯》剪輯版MV
  - YouTube上的《愛的規則》剪輯版MV